# Strupets (distrikt i Bulgarien, Sliven)
Strupets (bulgariska: Струпец) är ett distrikt i Bulgarien.   Det ligger i kommunen Obsjtina Sliven och regionen Sliven, i den centrala delen av landet, 230 km öster om huvudstaden Sofia.
Trakten runt Strupets består till största delen av jordbruksmark. Runt Strupets är det ganska tätbefolkat, med 60 invånare per kvadratkilometer.